# Municipio de Dickson
El municipio de Dickson (en inglés: Dickson Township) es un municipio ubicado en el condado de Manistee en el estado estadounidense de Míchigan. En el año 2010 tenía una población de 993 habitantes y una densidad poblacional de 5,36 personas por km².

## Geografía
El municipio de Dickson se encuentra ubicado en las coordenadas 44°17′58″N 85°56′45″O / 44.29944, -85.94583. Según la Oficina del Censo de los Estados Unidos, el municipio tiene una superficie total de 185.29 km², de la cual 180,08 km² corresponden a tierra firme y (2,81 %) 5,2 km² es agua.

## Demografía
Según el censo de 2010, había 993 personas residiendo en el municipio de Dickson. La densidad de población era de 5,36 hab./km². De los 993 habitantes, el municipio de Dickson estaba compuesto por el 97,89 % blancos, el 1,01 % eran amerindios, el 0,2 % eran asiáticos, el 0,1 % eran de otras razas y el 0,81 % eran de una mezcla de razas. Del total de la población el 1,81 % eran hispanos o latinos de cualquier raza.